# Pedro Manaut
Pedro Manaut y Taberner (1859-1921) fue un médico y escritor español.

## Biografía
Nacido el 18 de diciembre de 1859, según la fuente en Barcelona o en Llivia, se licenció en medicina y cirugía. Fue médico de las Casas de Lactancia y Casa Cuna y del Hospital de Santa Cruz de Barcelona. Fundador de la Sociedad Barcelonesa de Animales y Plantas, socio del Ateneo antropológico de Madrid y del Instituto de Medicina dosimétrica de París, en 1883 fundó la Revista de Higiene y en 1886 el Boletín de Medicina y de Farmacia. Colaboró en publicaciones periódicas como La Publicidad, La Renaixensa y La Salud, además de en varias revistas médicas de Barcelona. A finales del siglo XIX era redactor de la Revista de Higiene y Política Sanitaria. Obtuvo varios premios en certámenes catalanistas. Fue autor de títulos como Estudio general del agua, Banys de mar, minuta per lo banyista (escrito en catalán), Influencia de la mujer en la higiene de los pueblos (discurso), Higiene del ciudadano, consejos generales (1881) y Fecundación artificial humana (1882). Falleció en Barcelona el 26 de marzo de 1921.